# Pleslin-Trigavou
 Pleslin-Trigavou  (en bretón Plelin-Tregavoù) es una población y comuna francesa, situada en la región de Bretaña, departamento de Côtes-d'Armor, en el distrito de Dinan y cantón de Ploubalay.

## Demografía
| 2139 | 2111 | 2267 | 2565 | 2830 | 2951 |
| Para los censos de 1962 a 1999 la población legal corresponde a la población sin duplicidades (Fuente: INSEE [Consultar]) |      |      |      |      |      |